# Gare de Don - Sainghin
La gare de Don - Sainghin est une gare ferroviaire française des lignes de Fives à Abbeville, de Lens à Don - Sainghin et de Templeuve à Don-Sainghin. Elle est située sur le territoire de la commune de Sainghin-en-Weppes, à proximité de Don, dans le département du Nord, en région Hauts-de-France.
C'est une gare de la Société nationale des chemins de fer français (SNCF), desservie par des trains TER Hauts-de-France.

## Situation ferroviaire
Établie à 21 mètres d'altitude, la gare de bifurcation de Don - Sainghin est située au point kilométrique (PK) 18,947 de la ligne de Fives à Abbeville, entre les gares de La Fontaine (Nord) et de Marquillies. Elle est l'aboutissement de la ligne de Lens à Don - Sainghin, après la gare de Bauvin - Provin, et de la ligne de Templeuve à Don-Sainghin (fermée).

## Histoire
Le nouveau « pôle d'échange » de la gare est inauguré le samedi 1er octobre 2011, ce nouvel aménagement doit permettre une meilleure liaison entre les différents modes de transport, il a consisté à aménager les abords de la gare : parc pour les vélos, parc de stationnement pour les véhicules, arrêt des bus, et les circulations piétonnes.

## Service des voyageurs

### Accueil
Gare SNCF, elle dispose d'un bâtiment voyageurs, avec guichet, ouvert tous les jours. Elle est équipée d'automates pour l'achat de titres de transport.
Un souterrain permet la traversée des voies et le passage d'un quai à l'autre.

### Desserte
Don - Sainghin est desservie par des trains TER Hauts-de-France, qui effectuent des missions entre les gares : de Lille-Flandres et de Béthune, ou de Saint-Pol-sur-Ternoise ; de Lille-Flandres et de Lens.

### Intermodalité
Un parking relais d'une capacité de 450 places est situé à proximité de la gare. De même, un abri vélo sécurisé est installé entre la gare et le parking relais.
La gare est desservie par les lignes 61 et 932 ainsi que par les lignes sur réservation 28R et 61R du réseau Ilévia. La ligne 880 du réseau interurbain Arc-en-Ciel 2 dessert également la gare.

## Service des marchandises
Don - Sainghin est ouvert au service du fret en wagon isolé.